# Jaroslav Zaviačič
Jaroslav Zaviačič (* 12. srpna 1939 Čejč) je bývalý český reprezentant v psaní na mechanickém stroji, který v této disciplíně získal v roce 1967 titul vicemistra světa (jako jediný Čech dokázal napsat více než 18 000 úhozů za 30 minut). Posléze působil též jako trenér celku Rakouska, které dokázal vypracovat mezi světovou elitu a udělat z něj nejsilnější družstvo na světě. Po rakouském angažmá se věnuje trénování reprezentace České republiky. Ta pod jeho vedením devětkrát vyhrála mistrovství světa (v letech 2003, 2005, 2007, 2009, 2011, 2013, 2015, 2017 a 2019).
V 80. letech 20. století působil jako expert elektronických psacích strojů u firmy IBM. Zavedl například označení kláves pro písmena F a J formou malého výstupku. Založil skupinu „Interinfo ČR“ (česká sekce světové organizace pro zpracování informací) a v roce 2005 byl ve Vídni zvolen předsedou světové organizace INTERSTENO. Na 52. kongresu této organizace obdržel titul čestného prezidenta INTERSTENO.
Zaviačič je autorem vysoce efektivní individuální výuky psaní na klávesnici, o psaní na klávesnici napsal několik knih a je též spoluautorem počítačového programu ZAV, který se učení psaní na stroji věnuje.